# TYC 1422-614-1
Désignations
TYC 1422-614-1 (ou Tycho 1422-614-1) est une étoile de la constellation zodiacale du Lion. Elle est l'objet primaire d'un système planétaire dont les deux objets secondaires connus sont TYC 1422-614-1 b et TYC 1422-614-1 c, deux planètes confirmées.

## Étoile
TYC 1422-614-1 est une étoile géante située à une distance de 686 ± 35 pc (∼2 240 al) du Soleil. Sa masse est de 1,15 ± 0,18 masse solaire pour un rayon de 6,85 ± 1,38 rayons solaires. Sa température effective est de 4 806 ± 45 kelvins.

## Système planétaire
Deux planètes confirmées sont en orbite autour de TYC 1422-614-1.